# Peter Sickinghe
Ridder Peter I Sickinghe (Groningen, ca. 1455 – aldaar, 17 mei 1532) was een Noord-Nederlands politicus en bestuurder. Hij was hoofdeling te Winsum, lid van de hoofdmannenkamer, ouderman van het brouwersgilde en tussen 1506 en 1523 dertien keer burgemeester van de stad Groningen. Hij verwierf aan het begin van de 16e eeuw grote bekendheid door zijn rol als vertegenwoordiger van de vrije rijksstad ten tijde van de Saksische Vete (1498-1517). Zijn inzet was blijvende onafhankelijkheid van het hertogdom Saksen. In zijn periode als bestuurder werd de stad Groningen meermaals belegerd door de hertogen van Saksen en de graaf van Oost-Friesland. Sickinghe gold als een van de hoogste vertegenwoordigers van de stad en nam van alle bestuurders in die periode (1500-1525) het vaakst deel aan onderhandelingen aangaande het lot van de stad. Hij bezocht verschillende landen, staten en provincies tijdens het conflict en sprak met vele hertogen, graven, bisschoppen, burgemeesters en afgevaardigden van keizer Maximiliaan van Heilige Roomse Rijk, koning Filips I van Castilië en keizer Karel V. Sickinghe stond bekend als een geducht en standvastig onderhandelaar en hield met name George van Saksen en zijn veldheren buiten de poorten van Groningen. Toen de stad zich in 1506 gedwongen zag tot overgave, was hij een van de hoofdpersonen in het aannemen van graaf Edzard I van Oost-Friesland. Toen ook deze in 1514 niet meer in staat bleek om de stad te beschermen wendde Sickinghe zich tot hertog Karel van Gelre. Sickinghe stond bekend als een 'wijs en majestueus' man, was een van de aanzienlijkste leden van het patriciaat en behoorde vanaf 1514 tot een van Karel's vertrouwelingen.       
Na zijn periode als burgemeester en afgevaardigde van de stad werd Sickinghe in 1525 door de Groningse gilden en bouwmeesters samen met drie andere oud-bestuurders op gewelddadige wijze gedwongen borg te staan voor de torenhoge stadsschulden. De stad was oorlogsmoe en de bouwmeesters en gilden van de stad wilde van de (door het stadsbestuur ingestelde) hoge accijnzen afkomen. De nieuw benoemde en impopulaire stadhouder Jasper van Marwijck speelde de stadsraad en de gilden handig tegen elkaar uit. Vanwege het geweld en de aanhoudende onrust vluchtte Sickinghe meermaals richting de landen van Gelre. De hertog pleitte Sickinghe in 1527 vrij en dwong de gilden om hem met rust te laten. Toen de gilden hier geen gehoor aangaven en Sickinghe in 1528 wilde arresteren, sloeg hij wederom op de vlucht. Zijn zoon Johan werd tegen het stadsrecht in op de markt van Groningen opgepakt en vastgezet in een kerker. Hij ontsnapte aan ophanging doordat enkele vrienden hem vrijkochten. De gilden bleven de 'oude' Sickinghe echter in staat van beschuldiging stellen. Er werden brieven door de stad verspreid waarop stond dat Sickinghe en andere telgen 'uit de oude bestuursgeslachten' onder geen beding meer mee mochten doen aan de raadsverkiezingen. De gilden en haar onmogelijke eisen zorgde er uiteindelijk voor dat Sickinghe zich gedwongen zag de stad definitief te verlaten. Na zijn vlucht werd er tot aan zijn dood in 1532 uiteindelijk niks meer van hem waargenomen.       

## Leven

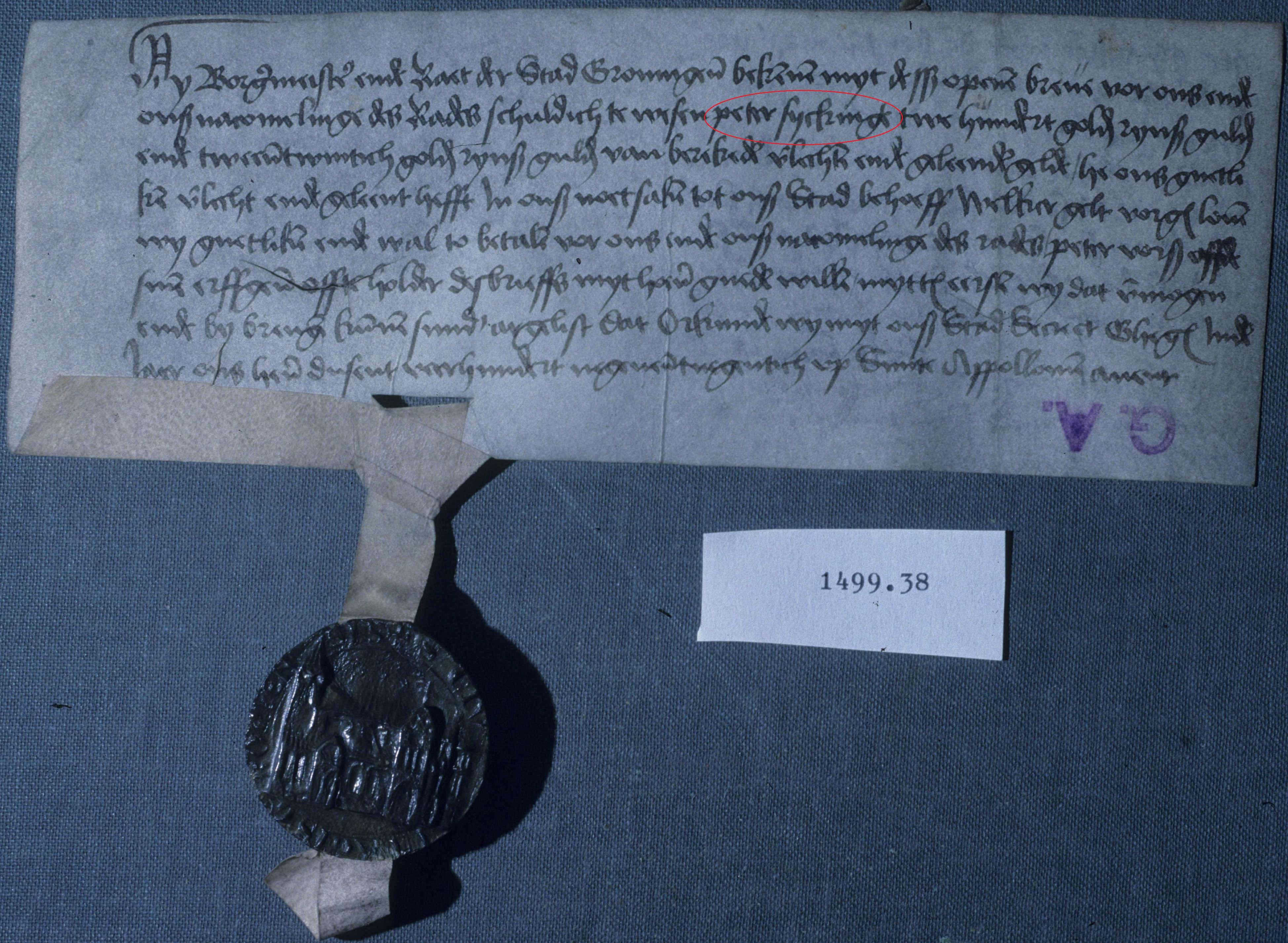
De afgeloste schuldbekentenis van burgemeesters en raad van Groningen voor Peter Sickinghe uit 1499

Sickinghe, telg uit het geslacht Sickinghe werd in 1455 geboren als zoon van Feyo I Sickinghe (†1472), heer van de borg te Winsum, en Lamke Jarges (±1468), telg uit het adellijke geslacht Jarges. Hij was de broer van Johan II Sickinghe (circa 1452 tot na 1499), die redger te Winsum was. Peter Sickinghe en zijn broer erfde in 1472 onder andere twee steenhuizen te Winsum. Daarnaast bezaten zij samen de redgerrechten van Helwerd en Zandweer.
Hij was een kleinzoon van Johan Sickinghe, burgemeester van Groningen en een achterkleinkind van Lubbert Sickinghe, eveneens burgemeester van Groningen en erkend stamvader van het geslacht Sickinghe. De proost van Loppersum en hoofdeling te Winsum Evert Sickinghe en de Groninger burgemeester Ludolf Sickinghe waren ooms van Peter.     
Sickinghe was de vader van Johan Sickinghe (1495-1572), burgemeester en hoofdman van de stad Groningen, drost der beide Oldambten en vertegenwoordiger van de Heerlijkheid Groningen bij de troonsafstand van keizer Karel V op 25 oktober 1555 in het Paleis op de Koudenberg te Brussel en de daarop volgende inhuldiging van Philips II als heer van de Nederlanden.     
Hij werd in 1499 tot ridder geslagen. Uit datzelfde jaar dateert een 'afgeloste akte van schuldbekentenis van burgemeesters en raad van Groningen voor Peter Sickinghe inzake verschillende leningen'.
Sickinghe overleed in 1532 op 77-jarige leeftijd en werd begraven op het koor van de Martinikerk te Groningen.

## Huwelijk en nakomelingen

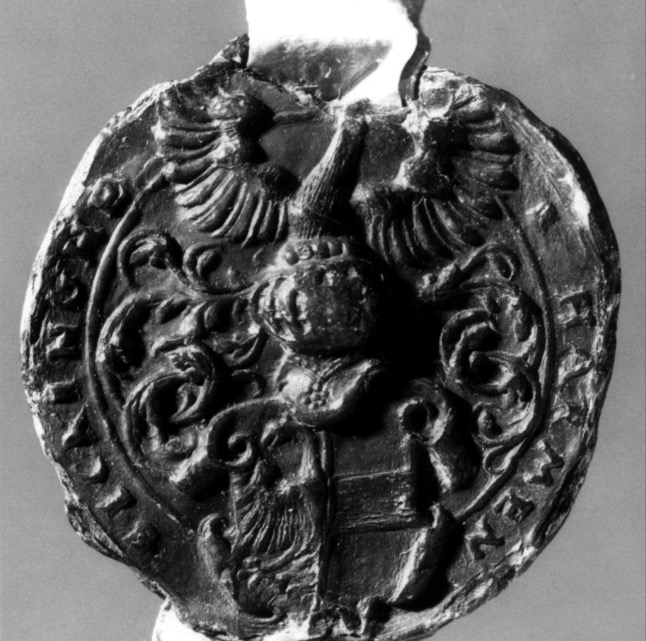
Zegel van Harmen Sickinghe, 24 januari 1590

Sickinghe trouwde op 7 juli 1493 met Wennechien (heer)Alma. Samen kregen zij twee kinderen:
- Feij (Feye); zij trouwde in 1524 met Hoyke Lewe.[6]
- dr. Johan Sickinghe (1495-1572), landedelman, heer van de Warffumborg, drost der beide Oldambten, burgemeester en hoofdman van Groningen, getrouwd met Anna Gysens (Chiesens)

Peter Sickinghe was grootvader van:
- Trude Sickinghe (ca. 1530), trouwde met Onno Tamminga (ca. 1530 - ca. 1594) op de Tammingaborg
- jonker Harmen Sickinghe (overl. vóór 1606), hoofdeling te Uithuizen, Uithuizermeeden en Zuidwolde, heer van slot Holwinda en borg Beyum, bekend Ommelander politicus en afgevaardigde, voorvader van de hertog van Ripperda en Grande der eerste klasse, baron Johan Willem Ripperda (1682-1737) en zijn zoons Ludolph Luirdt baron Ripperda (1707-1739), Spaans ambassadeur in Wenen en Juan María Vicencio, Baron de Ripperdá (1725-1780); brigadegeneraal en later gouverneur van Spaans Texas en Honduras.
- jonker Feijo Sickinghe (1546-1579), landedelman, Ommelander politicus, heer van de Warffumborg, getrouwd met Oede Gaykinga
- Wennechien (Wennigje) Sickinghe (1545-1610), trouwde met Wigbolt Lewe (1540-1604), heer van Peize. Hun dochter Margaretha Lewe (1582) trouwde met Adolph Ripperda (±1571)
- Hoicke Sickinghe
- jonker Pieter Sickinghe (†1578), heer van Zuidwolde, grietman van Barradeel, olderman, kapitein en drossaard van Harlingen, een der ondertekenaren van de Unie van Brussel op 9 januari 1577, getrouwd met Bauw van IJsselmuyden

## Loopbaan

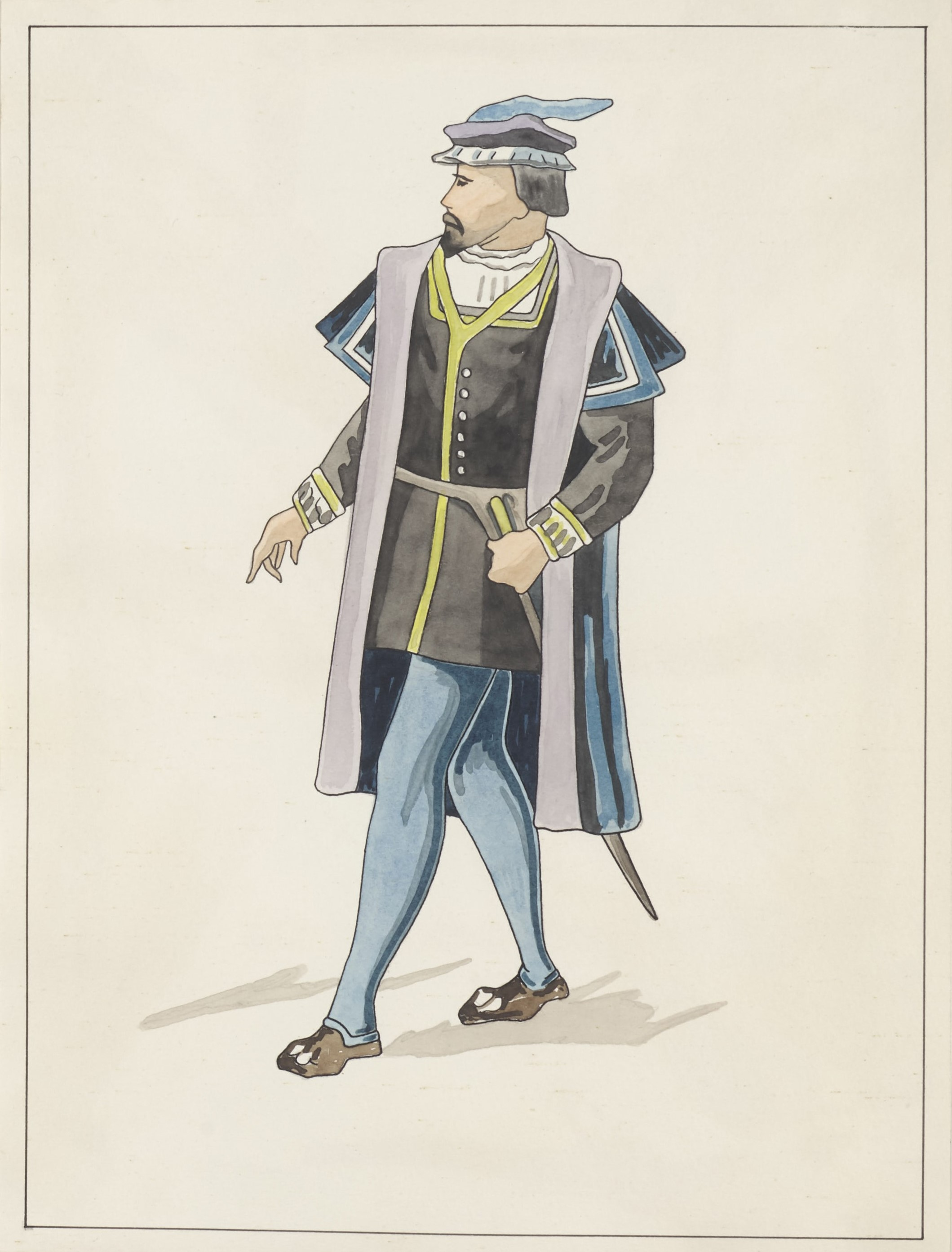
Tekening voorstellende jr. Peter Sickinghe in de gekostumeerde optocht voorstellende de intocht van graaf Edzard van Oost-Friesland in 1506

De grootvader van vaders kant en twee ooms van Peter Sickinghe waren alle drie lid van het brouwersgilde geweest. Ook Peter komt in 1497/1498 voor als lid. Van 1499 tot 1501 was hij zelfs ouderman van het brouwersgilde, dat destijds als het machtigste gilde binnen de stad gold.   
Sickinghe maakte al vroeg in zijn carrière deel uit van talrijke gezelschappen. Zo werd hij in 1504 naar Vollenhove gestuurd om een wapenstilstand te treffen. Later vergezelde hij meermaals de vertegenwoordiger van het geestelijke gezag van Groningen, Willem Frederik. 
In 1505 werd hij raadsheer en lid van de Hoofdmannenkamer te Groningen. Tussen 1505 en het jaar 1524 zou Peter uiteindelijk afwisselend als raadsheer of (oud)-burgemeester van de stad Groningen optreden. Op 26 maart 1518, een jaar waarin Sickinghe geen burgemeester is, verlenen de burgemeesters en raad van Groningen Peter Sickinghe, Eltet to Lellens, Evert Horenkens en Evert Mepsche een volmacht om van iedereen een eenmalige bijdrage te innen voor het onderhoud van de Oosterse dijken.

## Als burgemeester van Groningen
Sickinghe is voor het eerst burgemeester (een der quatuor burgimagistri) van Groningen in het jaar 1506. Na grote tevredenheid volgde een aanstelling als burgemeester in het jaar 1509. Hij bleef vervolgens in functie tot 1517 waarna hij in de periodes 1519-1520 en 1522-1523 wederom als burgemeester van de stad gekozen werd. Sickinghe beleefde in zijn positie als burgemeester van de stad vele moeilijke tijden. Zo werd de stad gedurende zijn ambtstermijn twee maal zwaar belegerd door de hertogen van Saksen. Doordat hij de stad in deze periode (samen met de pastoor Willem Frederiks) het vaakst vertegenwoordigde, kan hij worden gezien als een van haar leiders in de Saksische Vete.    
Als vertegenwoordiger van de stad Groningen onderhandelde hij in persoon met onder andere: hertog George van Saksen, hertog Karel van Gelre, hertog Willem II van Gulik-Berg, graaf Edzard I van Oost-Friesland, graaf Everwijn II van Bentheim-Steinfurt, de aartsbisschop van Keulen Filips II van Daun-Oberstein, de Prins-bisschop van Münster Erik van Saksen-Lauenburg, de Prins-bisschop van Hildesheim Johan van Saksen-Lauenburg, de bisschop van Utrecht Frederik van Baden, de burgemeesters van Münster, Hugo van Leisnig (Saksisch bevelhebber), Vijt von Drachsdorf (Saksisch bevelhebber) en Hisko Abdena (proost van Emden).  
Daarnaast onderhandelde hij met vertegenwoordigers van onder andere: keizer van het Heilige Roomse Rijk Maximiliaan I van Oostenrijk, keizer Karel V, koning Filips I van Castilië, hertog Albrecht III van Saksen, het graafschap Oost-Friesland, de Ommelanden en het Sticht Utrecht. 

## Groningen onder beleg van de hertogen van Saksen en graaf Edzard I van Friesland

### De aanloop

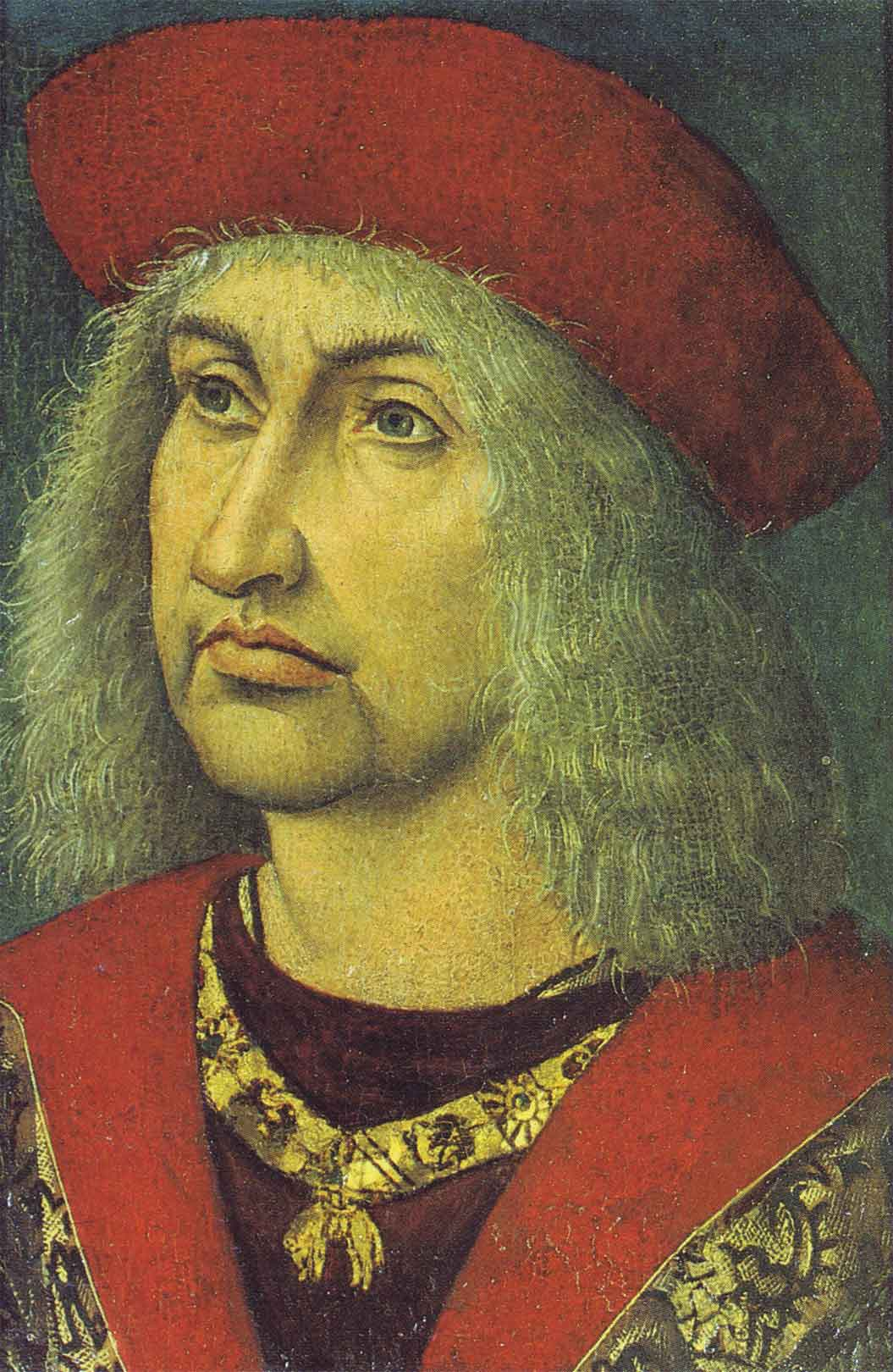
Hertog Albrecht III van Saksen (1443-1500)

In 1498 benoemde keizer Maximiliaan I zijn veldheer hertog Albrecht III van Saksen (1443-1500) tot potestaat van Friesland, met inbegrip van de in die tijd machtigste stad van de regio Groningen en haar Ommelanden. Deze gebieden moest de hertog alleen wel zelf veroveren. Dit lukte Albrecht tot aan de stad Groningen. In 1500 werd de stad, 15 dagen lang, onafgebroken door hem belegerd. Na tussenkomst van de, namens de Keizer gezonden, ridder George van Thor en de bisschop van Utrecht trok Albrecht zich terug. Tijdens het beleg was hij aan zijn hoofd gewond geraakt door een musketkogel. Albrecht kwam op de terugtocht te overlijden aan zijn verwondingen.  
Groningen raakte in conflict met de Ommelanden en probeerde deze wederom in haar macht te krijgen. Graaf Edzard I van Oost-Friesland (1461-1528) schoot de Ommelanden te hulp en de stad Groningen leed en gevoelige nederlaag. Hugo van Leisenach, de nieuwe stadhouder van de Saksische hertog in Friesland, mengde zich in de strijd en eiste dat de Groningers de nieuwe hertog George van Saksen (1471-1539) zouden huldigen. Groningen weigerde dit en daarop vielen Graaf Edzard en Hugo van Leisenach de Stad nu van twee kanten aan. Ze lieten het daarbij niet na om alles met hun legers te brandschatten wat zij konden.  

### De onderhandelingen
Na het terugtrekken van graaf Edzard I van Oost-Friesland vanwege problemen binnen zijn eigen gewest volgde een tiental onderhandelingen tussen Groningen en de nieuwe hertog van Saksen.   
De eerste onderhandeling waar Sickinghe bij aanwezig was werd gehouden bij het Gerkesklooster. De heren van Saksen zonden een ridder genaamd Willem Trux met 2 a 3 andere heren, begeleid door twaalf sterke ruiters. De stad Groningen zond twee burgemeesters genaamd Ludeken Horneken en Coert Coenders, de hoofdman Peter Sickinghe, het raadslid Gelmer en drie wagens vol volk uit de stad. Wijert Ijsema, burger en handelaar uit Groningen, kwam op eigen initiatief naar de bijeenkomst. Dat gold ook voor Tsalinck Luwens, een edelman uit Dongerdeel. Deze laatste twee heren kwamen in escalerend conflict met elkaar. Wijert werd hierbij door Tsalink in de abdij doodgestoken. Tsalinck werd diezelfde nacht nog door de monniken uit het klooster gesmokkeld, waar hij zijn leven aan te danken had. 
Enige tijd later werd opnieuw een vergadering belegd bij het Gerkesklooster. Ditmaal op 3 februari 1505. Sickinghe werd wederom namens de stad gezonden. Tijdens deze bijeenkomst werd de Groningers nog strengere eisen opgelegd dan eerder was gedaan, namelijk dat zij de hertog van Saksen toegang tot hun stad zouden geven, hem trouw zouden zweren en zich volledig zouden losmaken van de Friese Ommelanden, die met hen verbonden waren. Bovendien zouden zij de schade van plunderingen, brandstichtingen en het verwoesten van huizen van edelen vergoeden, evenals de kosten die de hertog van Saksen mogelijk had gemaakt, waar zij zich genadig in zouden moeten schikken. De Groningers gingen hier niet in mee en uiteindelijk kwam men met een bestand dat geldig was tot 30 maart van dat jaar. Afgesproken werd dat alle goederen vrij werden gelaten en dat de schepen vrij en veilig mochten in- en uitvaren gedurende het bestand.
De vrijdag na Pasen, op 28 maart 1505, werd bij een derde bijeenkomst door de Saksers geëist dat Groningen de Ommelanden op zou geven en een kasteel voor de hertog binnen haar stad zou bouwen. Daar bonvenop eisten ze dat de stapel en de markt binnen de Dam zouden worden gevestigd. Voor de Groningers waren deze eisen onaanvaardbaar en de burgemeester van Groningen, Coert Coenders, gaf dan ook aan 'liever tot het einde te vechten dan aan deze eisen tegemoet te komen'. De verhoudingen stonden op scherp. Toen de delegatie uit Groningen op het punt van vertrekken stond kwamen meester Ullfert en Frans Mennema, een belangrijke hoofdelingen uit West-Friesland en raadsman van de hertog van Saksen naar hen toe om hen te melden dat zij het spijtig vonden dat dit de uitkomst was. Daarbij vroegen ze de Groningers om geen brandstichtingen te plegen of vernielingen aan te richten. Coert Coenders reageerde hierop: Brandt, vangt, hangt, raadt, rooft, slaat dood, haat onze vijanden waar je kunt en mag; wij zullen hetzelfde doen! En zo gingen de partijen uit elkaar. De strijd werd hervat en vele gevechten volgde tussen de stad Groningen aan de ene kant, en de Saksers met ondersteuning van Edzard aan de andere kant.  

Op 25 april 1505 voorzag keizer van het Heilige Roomse Rijk Maximiliaan I, op aandringen van de hertog George van Saksen (1471-1539), de stad Groningen van een rijksban. De Koning van Engeland stuurde, ook op verzoek van George, een brief aan de stad waarin hij de kant van de Saksers koos. De Groningers raakten moedeloos. De door de Groningers ingeroepen hulp van de bisschop van Utrecht Frederik van Baden mocht niet baten en graaf Edzard sloot de stad met behulp van de Ommelander edelen steeds verder in. Uiteindelijk verbood keizer Maximiliaan het de bisschop van Utrecht om zich nog met Groningen te bemoeien. Deze zat echter niet stil en zorgde voor een samenkomst te Deventer. Op zijn verzoek werd de Groninger afgevaardigden vrije doorgang verleend door graaf Edzard. De afgevaardigden waren Willem Frederiks, de burgemeesters Lewe en Coert Coenders, de oud burgemeesters Peter Sickinghe en Clant en de secretaris Canter. Te Deventer aangekomen was de bisschop weliswaar zelf aanwezig, echter niemand van de kant van de Keizer en de Saksers. De onderhandelingen hadden weinig effect, de afgevaardigden keerden weer terug naar Groningen en de oorlog woedde voort.  

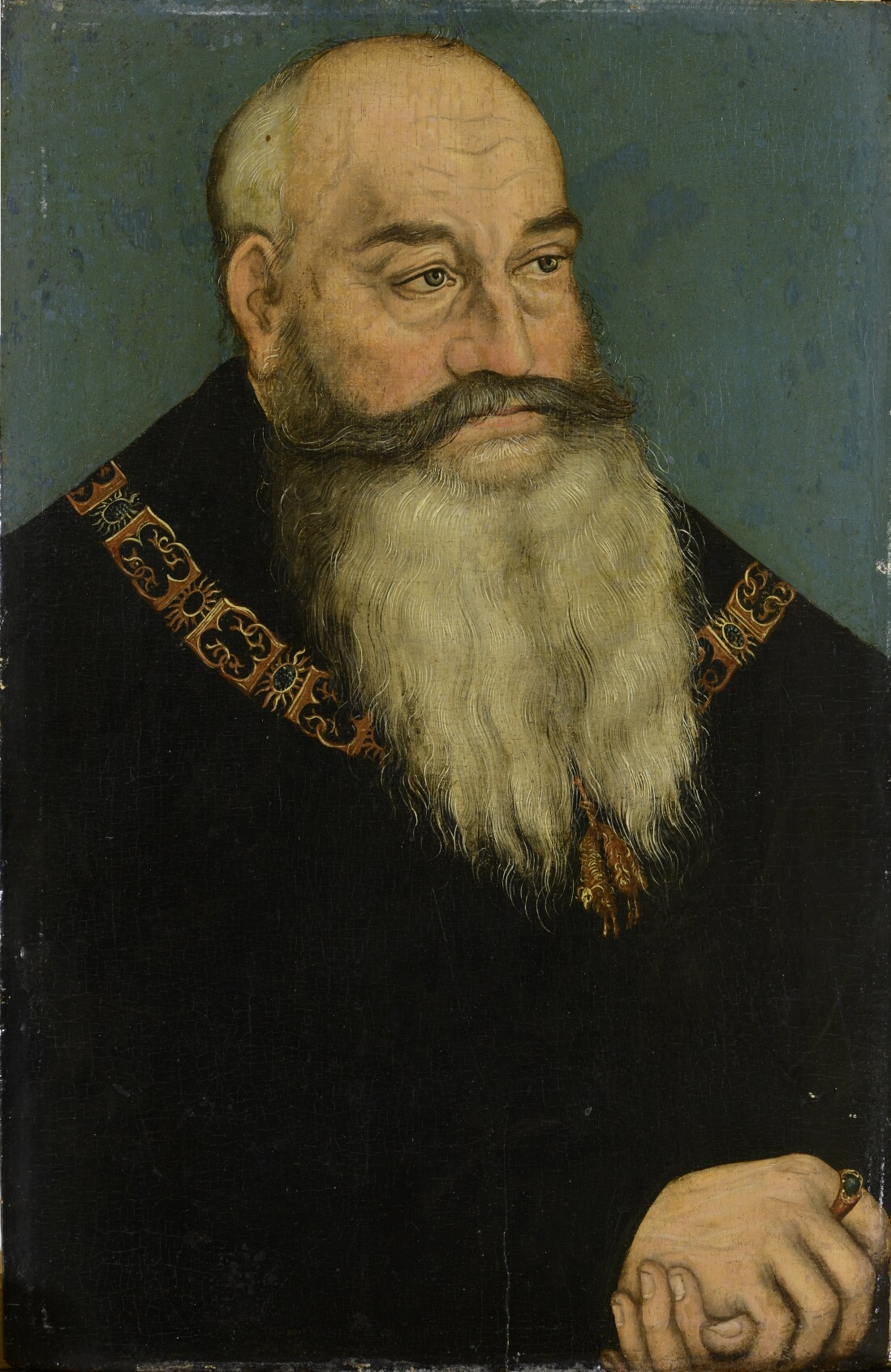
Hertog George van Saksen (1471-1539)

Na een vruchteloze bijeenkomst op 15 september besloot men tot een nieuwe bijeenkomst op 1 oktober 1505 te Hattem. Aanwezig waren dezelfde afgevaardigden als bij de bijeenkomst, waaronder Peter Sickinghe. Verder aanwezig waren: de graaf van Zörn namens de Keizer, drie gezanten namens Filips de Schone, zes gezanten namens George van Saksen, graaf Edzard I van Friesland zelf, de bisschop van Utrecht, drie gevolmachtigde edellieden uit de Ommelanden en tal van andere afgevaardigde namens verschillende steden en edellieden uit het Sticht en omstreken. Het werd een bijeenkomst waarbij de meeste aanwezigen hun frustraties over de stad Groningen uitten. Maar hoe zeer ook door de Keizer en de Saksers onder druk gezet en door de bisschop zelfs gesmeekt, de stad weigerde haar rechten op te geven. De woede was groot en de afgevaardigden van Groningen kregen slechts drie dagen om huiswaarts te keren. Eenmaal in de stad aangekomen werd hun handelswijze te Hattem volkomen goedgekeurd. Het vertrouwen in de bisschop door de Groningers was door zijn terughoudendheid en zijn onduidelijkheid tanende. Ondertussen raakte de Saksische bevelhebber Vijt von Drachsdorf en graaf Edzard van Oost-Friesland met elkaar in onmin. Dit had als gevolg dat beiden zich genegen voelde om vrede met de Groningers te sluiten. Vijt kwam op de stedelingen over als een bedrieger. Maar ook het voorstel van Edzard om 'afstand van het rechtsgebied in de Ommelanden, het innemen van Saksische bezetting en het doen van hulde aan hem' werd door hen afgewezen. Het vertrouwen in de bisschop was na een brief met daarin zijn ongenoegen over de houding van de Groningers en het voorstel om afstand van de Ommelanden te doen volledig verdwenen. De strijd met Vijt duurde voort en deze stak vele dorpen en kastelen in de omgeving in brand. Hij stuurde mensen die buiten de stad naar eten op zoek waren gebrandmerkt en met hun oren afgesneden terug de stad in. Door zijn wrede manier van oorlogsvoeren besloten de Groningers dat zij koste wat kost zich nooit aan de Saksers zouden onderwerpen.
De bisschop organiseerde echter opnieuw een bijeenkomst te Hattem. De eerste brief aan de Groningers om afgevaardigden te sturen kwam te laat en de tweede brief hield dan ook in dat men al begonnen was met vergaderen maar nog wachtte op de Groninger afgevaardigden. Direct werden Coert Coenders, Peter Sickinghe, secretaris Gelmer Canter, Johan Braemsche en Harmen van Campen, bouwmeesters en twee uit de burgers richting het overleg gezonden. Het overleg was wederom vruchteloos. Groningen wilde niet aan de hoge eisen van de Saksers voldoen en de afgevaardigden wisten bij thuiskomst te vertellen dat de bisschop met de hertog van Saksen vrede had gesloten. De stad bleef onderhandelen maar de eisen van de Saksers werden zelfs door de inwoners van Groningen woedend ontvangen. In de stad begonnen de levensmiddelen echter op te raken en ten einde raad werd voorgesteld om misschien toch een voorstel aan graaf Edzard te doen. Deze reageerde welwillend en was voor vrede tussen Groningen en de Saksers. De Saksische bevelvoerder had inmiddels lucht gekregen van het voorstel en zei aan Edzard dat Groningen de belegering niet lang meer kon weerstaan en adviseerde hem om tezamen de stad in te nemen. Terwijl Edzard Vijt beloofde met een antwoord te zullen komen stuurde hij op 3 april 1506 in het geheim een brief naar de raad van Groningen. Deze raad, bestaande uit 12 mannen, werd het niet eens over hoe te handelen. Edzard was als Fries een regio genoot en genoot daarom hun voorkeur maar tegelijkertijd viel zijn macht in het niet bij die van de hertog van Saksen. Tijdens deze verhitte discussies deed zich plotseling het volgende voor. Een echtpaar dat eerder buiten de poorten hongerig eten was gaan zoeken werd door de Saksische bevelhebber Vijt gevangen genomen. Deze zond hen terug de stad in, de vrouw gebrandmerkt, de man zijn oren afgesneden en op zijn hoed bevestigd. De handen van de man waren op zijn rug vastgemaakt en om zijn hals hingen twee haringen, een stuk brood en een zakje zout met daarbij de boodschap; 'breng dat aan uwe burgemeesters'.                                         

### Graaf Edzard I van Oost-Friesland als landheer

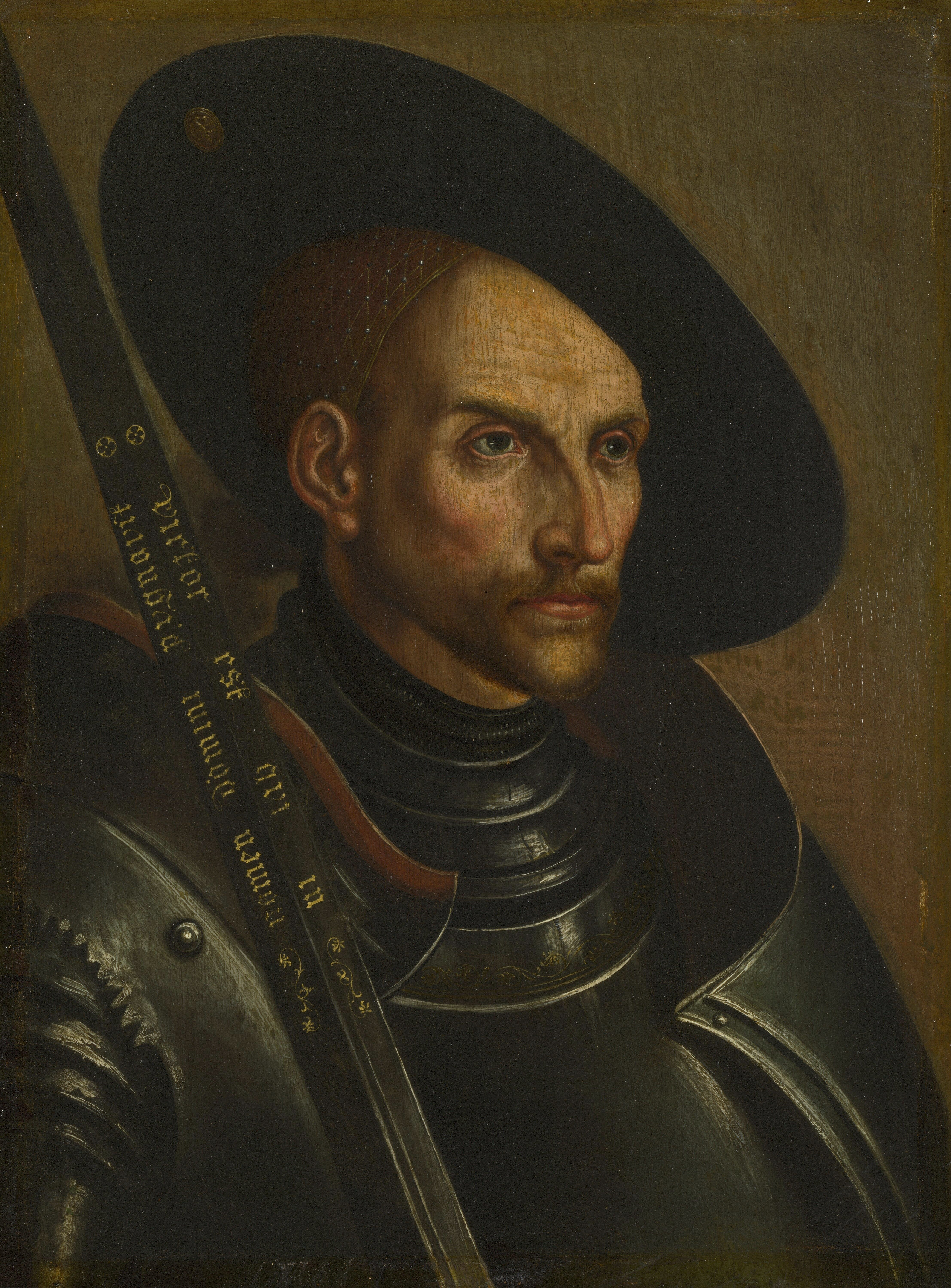
Graaf Edzard I van Oost-Friesland (1461-1528)

Deze wrede vertoning van geweld deed de Groningers onmiddellijk besluiten haar gevolmachtigden richting Edzard I van Oost-Friesland te sturen. Men zond naar Tjamsweer de burgemeesters Peter Sickinghe, Gelmer Canter, Johan Braemsche en nog twee aanzienlijke burgers. Edzard verscheen in eigen persoon en werd vergezeld door zijn hofmaarschalk Ulrich van Attena (1473-1536), zijn landsrechter en enkele anderen van zijn kant. De stad deed Edzard een zeer gunstig voorstel maar Edzard, zich de nood realiserende waarin de stad verkeerde, vond het niet genoeg en eiste dat hij in de stad een eigen kasteel zou krijgen. Hierop keerden de partijen huiswaarts voor overleg. Men besloot op Goede Vrijdag wederom bijeen te komen in het Grijzemonnikenklooster te Termunten. Edzard was door hevige storm verhinderd en het overleg werd verplaatst naar 17 april. Bij deze bijeenkomst waren de zelfde vertegenwoordigers aanwezig als bij het eerdere overleg te Tjamsweer. Deze vertegenwoordigers van Groningen, waaronder Peter Sickinghe, hadden als opdracht gekregen alles te doen wat hen goed achtte aangaande het lot en belang van de stad. Hier sloten zij dan ook, zich zelf ook de nood van de stad realiserende, een verdrag met Edzard van Oost-Friesland waarin zij hem ruim tegemoet kwamen. De stad zou Edzard met circa 800 soldaten verwelkomen, in naam van het heilige rijk ontvangen en hem trouw zweren. De graaf kreeg daarnaast heerschappij over de Ommelanden en er zou voor hem een vesting binnen de stad worden gebouwd. Op zijn beurt zou de graaf de stad volledig in vrijheid laten. Ook zou hij de gilden in hun recht laten en een gerechtshof in de Ommelanden oprichten dat hetzelfde zou acteren als de vroegere Hoofdmannenkamer. De stad en burgerij mochten vrijuit handelen en Edzard zou geen van de goederen opeisen, ook niet de rechten en heerlijkheden die zij in de Ommelanden bezaten. Ten slotte zou de graaf de stad en haar inwoners beschermen tegen al het geweld van buitenaf.                                         

Burgemeester ridder Peter Sickinghe (nr. 28: achtste van links) in de optocht voorstellende den intocht van graaf Edzard I van Oost-Friesland te Groningen, 1 mei 1506

Het verdrag werd tijdens een grote vergadering van de raad van Groningen, de gezworen gemeente, de bouwmeesters en hoofden der gilden en de voornaamste burgers aangenomen. Groningen verloor hiermee weliswaar haar zelfstandigheid maar Edzard voelde als Oost-fries, anders dan George, toch niet helemaal als een vreemdeling. Later die middag werd het voorstel door de overige burgers in de Sint Walburgkerk goedgekeurd.                                         
Graaf Edzard I van Oost-Friesland werd op 1 mei binnen de stad uitgebreid onthaald. Bij deze intocht liep Peter Sickinghe als een van de vier burgemeester voorop. Edzard sprak uit Groningen te zullen beschermen en de Groningers zwoeren hem trouw. De stoet vervolgde haar weg en bij de Poelepoort overhandigden de burgemeesters hem de sleutels van de poorten. Eenmaal door de poorten heen wachtte Edzard onder het geluid van de klokken een juichende menigte. Enkele dagen later liet hij, zoals afgesproken, een vierkant kasteel voor zichzelf in het centrum van de stad bouwen.                                          

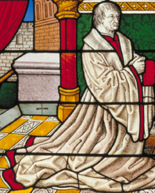
De aartsbisschop van Keulen, Filips II van Daun-Oberstein (afgebeeld op een glas-in-lood raam van de Dom van Keulen), trad in Neuss op als bemiddelaar tussen de hertog van Saksen en de Groningse vertegenwoordigers (waaronder Sickinghe)

George van Saksen, ontsteld door het gebeurde, probeerde Edzard voor zich te winnen door hem te benoemen als stadhouder in de Ommelanden. Toen dit niet lukte tekende hij waar hij maar kon protest aan. Zo werd Groningen door zijn toedoen op de rijksdag te Konstanz voor de Keizer gedaagd. Dit liep op niks uit. Ook het beklagen van de bisschop bij de paus liep nergens op uit. De hertog van Saksen liet het er niet bij zitten en in 1511 lukte het hem dan ook om een gerechtelijk onderzoek te laten starten. De Keizer stelde een commissie aan om te bemiddelen in de geschillen tussen de hertog van Saksen en de stad Groningen. De commissie bestond uit hooggeboren prinsen en heren waaronder: de aartsbisschop van Keulen: Filips II van Daun-Oberstein, de hertog Willem II van Gulik-Berg en een vertegenwoordiger van de Duitse heren van Kovelens. De commissie werd opgedragen om op 4 augustus 1511 te verschijnen in Neuss. De graaf van Oost-Friesland stuurde op die dag Meester Hicko, proost van Emden, meester Harcko, Victor Vriese, en zijn kanselier als afgevaardigden. De stad Groningen stuurde hun pastoor, meester Willem en de burgemeesters Peter Sickinghe en Luloff Conrades, vergezeld door secretaris meester Gelmer Kanter. De Groningste stoet vertrok op 30 juli 1511. Eenmaal aangekomen te Neuss ontmoeten zij graaf Everwijn II van Bentheim-Steinfurt, de vertegenwoordigers van West-Friesland namens de hertog van Saksen en de raden van de Saksische heren. Iedere partij belichtte haar kant maar het was met name graaf Edzard van Oost-Friesland die door de heren van Saksen en de bisschop van Utrecht terecht werd gewezen. Talloze onderhandelingen volgden waarna Edzard uiteindelijk door de Keizer werd gedagvaard. Deze dwong Edzard zich met de hertog te verzoenen. Nadat Edzard dit weigerde en niet kwam opdagen werd nog voor het einde van het jaar 1513 een rijksban tegen hem uitgevaardigd.

### Hertog Karel van Gelre als landheer
George van Saksen stond op 5 januari 1514 wederom met een sterk Saksisch leger voor de poorten van de stad Groningen. Hij sloot de stad in en een belegering volgde. Daarnaast probeerde hij onenigheid te creëren tussen de raad van Groningen en haar gezworen gemeente. Dit lukte niet en Groningen bleef aan de zijde van Edzard.

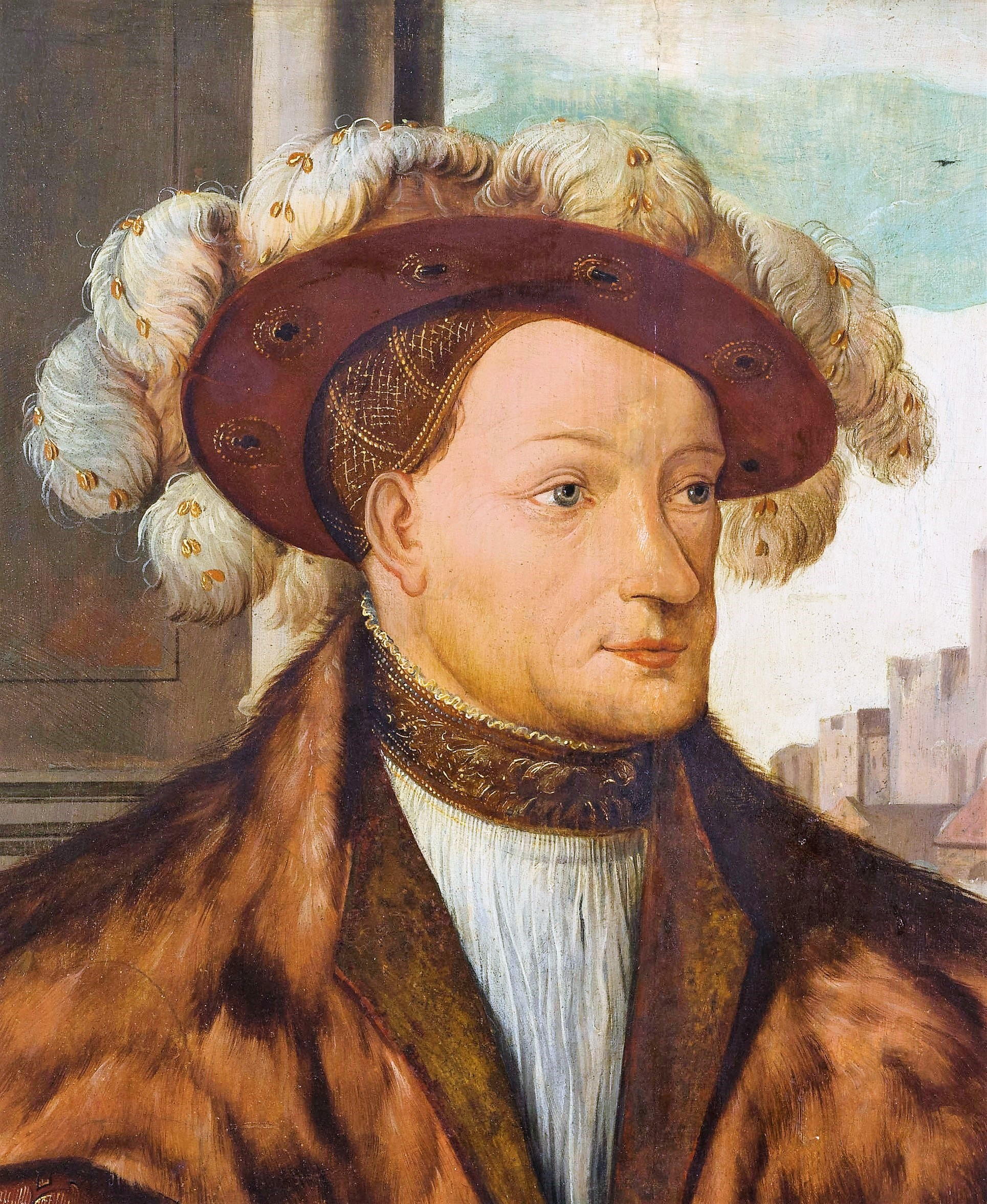
Hertog Karel van Gelre (1467-1538)

Op 13 maart 1514 zond Groningen haar soldaten op pad om Selwerd te bezetten. Als reactie stuurde de hertog van Saksen die dinsdag een bode te paard naar Groningen met twee officiële brieven, één voor de burgemeesters en de Raad, een ander voor de bouwmeesters en de gilden. De bode reed naar het rechthuis waar burgemeester Sickinghe aanwezig was. Toen Sickinghe naar buiten kwam om de brief in ontvangst te nemen, bleef de bode bewust op zijn paard zitten zodat Sickinghe de brief niet kon aanpakken. Sickinghe weigerde de brief op deze manier aan te nemen en dwong de bode van zijn paard te stappen. Zo geschiedde en nadat Sickinghe de brief had gelezen kreeg de bode twee Rijnse gulden als drinkgeld. De andere brief werd aan de bouwmeesters gegeven. Beide brieven stonden vol met klachten over de slechte toestand van de stad. Nog dezelfde nacht kwamen de Saksers richting Adewert, alwaar zij brand stichtte, inwoners doodstaken en ontvoerden. De strijd duurde wederom voort.                              

In april van dat jaar werden pastoor Willem Frederiks, als vertegenwoordiger van het geestelijke gezag en Peter Sickinghe, als vertegenwoordiger van het stadsbestuur door de hertog van Saksen in Leeuwarden uitgenodigd om te onderhandelen. Hier sloten zij een wapenstilstand. Tijdens de wapenstilstand werd besloten tot een uitgebreider overleg te Dorkwerd. De hertog zond de graaf van Constans, de graaf Hans van Hulstijn, graaf W. Coninckstein en enkele andere hoge heren. Groningen zond haar predikant Willem Frederiks, de burgemeester Peter Sickinghe, raadsheer Gelmer (Jelmer) Canter en enkele andere heren en doctoren. Tijdens dit overleg werd besloten dat graaf Edzard van Emden en graaf Constans bijeen zouden komen in het klooster Selwerd. Tegen het einde van april waagde Königstein, keizerlijk gezant bij George, een verzoeningspoging. Hij zorgde voor een samenkomst bij het klooster Ten Hoorn. Hier aanwezig waren George van Saksen en Edzard I van Oost-Friesland, beiden in eigen persoon, en de afgezanten van Groningen waaronder Peter Sickinghe. De onderhandelingen liepen ook hier op niets uit. In mei zag Edzard de situatie somber in. Hij verplaatste zijn vermogen en kinderen naar het buitenland en scheen bij vrienden emotioneel overstuur te zijn. Hij vroeg, zij het met tegenzin vanwege zijn eigen positie, de hulp in van de hertog Karel van Gelre. George in zijn plaats had de Keizer achter zich en daardoor de Bourgondiërs. Karel steunde op zijn beurt weer op koning Lodewijk XII van Frankrijk. Edzard zou Groningen en de Ommelanden als leen van het hertogdom Gelre bezitten, terwijl de hertog van Gelre op zijn beurt dit gebied tot leen van het Koninkrijk Frankrijk zou maken.                                          

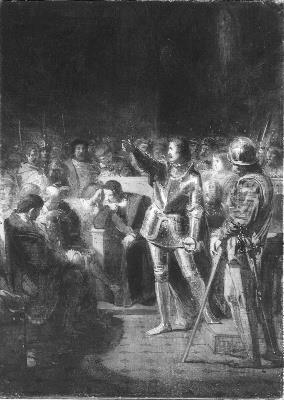
Graaf Edzard verdedigt zijn rechten in de Groningse vroedschap

Op 5 augustus viel Appingedam in handen van George van Saksen. In de kerk stond men tot de enkels in het bloed. Zeker duizend mensen, waaronder ouderen, vrouwen en kinderen werden vermoord. Groningen en haar beschermeer Edzard konden niks anders dan machteloos toekijken. Het stadsbestuur zag in dat Groningen waarschijnlijk hetzelfde lot wachtte en om de inwoners dit lot te besparen trokken Peter Sickinghe en Willem Frederiks van Groningen naar Awert voor een compromis met de hertog. Hier presenteerde zij een aantal brieven met daarin een voorstel. In de brief stond dat zij het kasteel in de stad zouden afbreken en voor de vorst een 'zeer magnifiek huis van plaisance omgeven door een muur van 3 stenen dik dat hem zal vereren, maar geen groot huis' zouden bouwen. De Raad hoorde dit aan, stonden op, en verzochten de hertog zelf te laten spreken. George van Saksen maakte in zijn rede duidelijk dat hij wilde dat het kasteel bleef staan, dit zodat bij eigen afwezigheid zijn vertegenwoordigers veilig beschermd waren tegen momenten van onenigheid in de stad. Hierop reageerde Sickinghe en Frederiks: Hoog en Welgeboren Vorst hiervan is geen perikel, indien de vrede wordt gehouden, zoals hij gemaakt is, zoo zullen de burgers een goed blokhuis wezen voor alle geweld, want de burgers zullen haar lijf en goed bij uwe F.D. genaden en uw volk zetten, denken zij ook niet boven gemeld tractaat te houden of mede te handelen? anders zoude hem het blokhuis niet al te wel kunnen beschermen etc. De hertog reageerde ontsteld en zei toe het kasteel desnoods met geweld te behouden. De Groningers wilde het echter omver werpen. De hertog brak het verbond. Daarop lieten de Groningers hun predikant Frederiks aan George overbrengen dat hij nog zijn kinderen nog zijn kleinkinderen ooit heren van Groningen zouden worden. Frederiks sloeg hierbij hard op tafel en verliet hierna samen met Sickinghe de ruimte. De Saksische jonkers waren woest en wilde de twee confronteren maar de hertog liet dit niet toe want deze wilde niet dat het gerucht de ronde zou doen dat hij het verbond verbroken had. Als de hertog zich destijds iets soepeler had opgesteld, dan had hij de stad tot overgave kunnen dwingen en daarmee de droom van zijn vader definitief kunnen realiseren.                                          

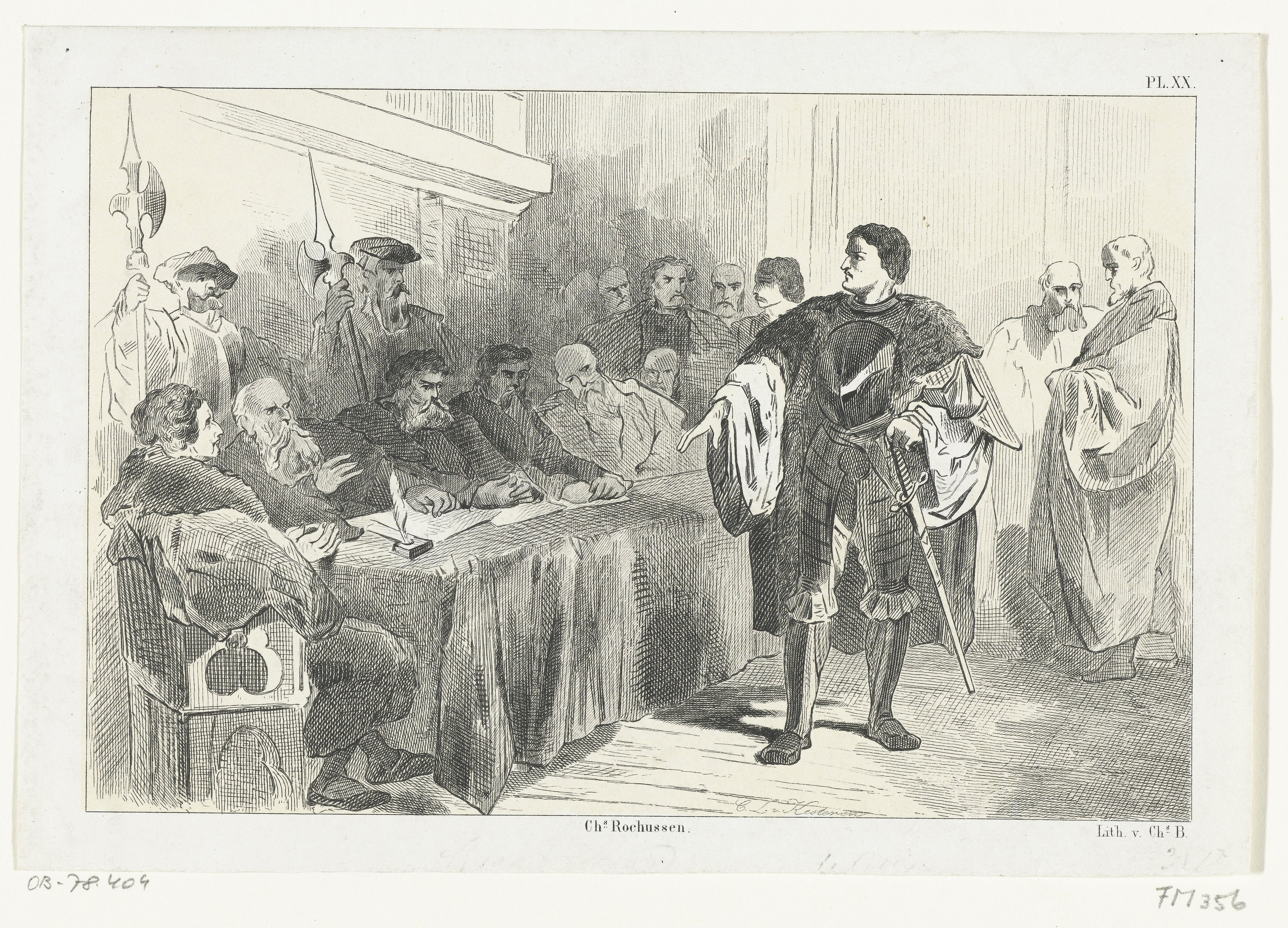
Graaf Edzard voor de raad van Groningen

Groningen was trouw aan Edzard maar deze bleek steeds minder in staat om de stad tegen de Saksers te beschermen. Toen het dieptepunt werd bereikt besloten de Groningers de hertog van Gelre, buiten Edzard om te erkennen opdat hij de stad met meer troepen zou kunnen bevrijden. De hertog onderkende het belang van de stad als doorslaggevende factor in Friesland en hapte toe. Ook kwam hij de stad, nog meer dan Edzard, tegemoet betreffende haar rechten en beloofde hij bovendien het kasteel van Edzard te zullen afbreken. Zonder graaf Edzard als tussenpersoon stuurde de hertog van Gelre nu direct zijn leger richting Groningen. De stad stuurde de burgemeesters, waaronder Peter Sickinghe, richting Edzard om hem te vragen de stad van hun eed aan hem te ontslaan. Edzard, hierover toch zeer teleurgesteld, ontsloeg de stad op 2 november 1514 van haar eed aan hem als landsheer waarna zij de volgende dag de hertog van Gelre als hun nieuwe heer konden erkennen. Ondertussen werd Edzards hulp ingeroepen door zijn eigen streekgebied in Oost-Friesland. Edzard verliet daarop de stad in de nacht van 7 op 8 november 1514. Hij zond nog een bode aan de vier burgemeesters met het bericht dat hij de secretaris Mr. Hinrick Grawerts op zijn borg in de stad zou achterlaten en hij beval de burgemeesters dat huis 'naar beste weten te bewaren en weder op te leveren'. De burgemeesters Peter Sickinghe, Jan Schaffer, Luleff Coenders, Herman Lewe en de secretaris Jelmer Canter antwoordden dat zij daar op zich niet tegen waren maar ze beloofden daarmee niet het huis met hand en tand te zullen verdedigen (aldus het verslag van de ooggetuige jonker E. Beninga).

### De nasleep
De Gelderse troepen behaalden vele overwinningen op de Saksers en het verbond tussen de stad Groningen en de hertog werd steeds nauwer. Karel van Gelre kreeg alle rechten op de Ommelanden en de landstreken in Friesland. George van Saksen verkeek zich op de situatie en liet Gelderse troepen toe tot de stad. Hij zag in dat zijn beleg van de stad niet zou slagen. Volledig gedesillusioneerd verkocht hij vervolgens op 19 mei 1515 zijn rechten op Friesland, met inbegrip van de Groningse Ommelanden aan Keizer Karel V (1500-1558). Edzard, in zijn macht gekortwiekt en in het verleden onaangenaam behandeld, besloot de Groningers niet meer bij te staan en verzoende zich in 1517 met keizer Maximiliaan en zijn kleinzoon Karel V. De rijksban tegen hem werd ingetrokken en Edzard zond weer troepen richting Groningen om op te eisen wat van hem was. Hierin slaagde hij echter niet en na het jaar 1518 werd van de graaf in Groningen en de Ommelanden niets meer waargenomen.

## Tussen 1519 en 1525
In 1519 werd Christoffel van Meurs, graaf van Meurs, namens de hertog Karel van Gelre stadhouder van Groningen. Op zondag ''Laetare'' (half-vasten) van het jaar 1520 nodigde de stadhouder vele prelaten, abten en lieden van de hoogste ridderschap en de aanzienlijkste leden van de stad, waaronder Peter Sickinghe, uit voor een uitgebreide maaltijd op het Wijnhuis in het centrum van de stad Groningen. De Friese politicus en Vetkoperse hoofdeling Jancko Douwema, in die periode door velen werd gewantrouwd, was een van de genodigden. Douwema twijfelde even om te komen maar liet zich uiteindelijk overtuigen door de pastoor van Groningen. Bij aanvang van het diner liep de stadhouder richting de eetzaal. Bij de ingang vroeg hij aan de omstaanders: Zo, en is Jancko Douwama nog niet gekomen? Burgemeester Peter Sickinghe antwoordde hierop gevat: Als hij een wolf was, dan had hij U op dit ogenblik al gebeten! De stadhouder schrok, besefte dat Jancko Douwema al voor zijn neus stond, schudde hem de hand en heette hem vriendelijk welkom.
In de jaarrekeningen van de Gelderse rentmeester in Groningen, Evert van Domseler, komen in 1520/1521 tien Groningers met een Gelders jaargeld voor. Peter Sickinghe is een van die tien en ontvangt een jaarlijkse toelage van 100 gulden.
De hertog van Gelre hield uiteindelijk tot 1522 stand in Groningen en stelde de Gelderse legeraanvoerder Jasper van Marwijck (†1555) aan als stadhouder. In de jaren die volgden zou Sickinghe zich nog meermaals inzetten als onderhandelaar voor de stad. Zo was hij op 15 december 1523 aanwezig bij een vruchteloos Habsburgs-Gronings gesprek bij het Gerkesklooster. Later in december 1523 bij een overleg te Aduard en in januari 1524 onderhandelde Peter Sickinghe, Lulof Coenders, burgemeesters en Hindrik Eelderwolde wederom tevergeefs met de Friese stadhouder Georg Schenck van Toutenburg (1480-1540) tot vereniging.

## Beschuldigd door de Groningse gilden
Waar Sickinghe van 1499 tot 1501 zelf nog ouderman van het brouwersgilde was geweest, zo kreeg hij het na de jaren van belegering aan de stok met de Groningse gilden.   
In 1525 was de bevolking van de stad uitgeput en gefrustreerd door de alsmaar voortdurende strijd. De stadhouder van Jasper van Marwijck, aanhanger van de volkspartij, maakte hier handig gebruik van om de macht nog meer naar zich toe te trekken. Hij heulde met de gilden van de stad en hitste de bevolking door middel van tal van leugens op tegen de Raad en burgemeesters. De Raad had recent nieuwe accijnzen ingevoerd en van Marwijck verspreidde daarbij het verhaal dat de hoge heren op het raadhuis de opbrengst daarvan in hun eigen zak staken. Alhoewel Sickinghe een van de ijverigste in het dempen van het oproer bleek, kon hij niet voorkomen dat hij samen met drie andere regenten door de stadhouder gedwongen werd borg te staan voor de stadsschulden.

### Gilden grijpen de macht

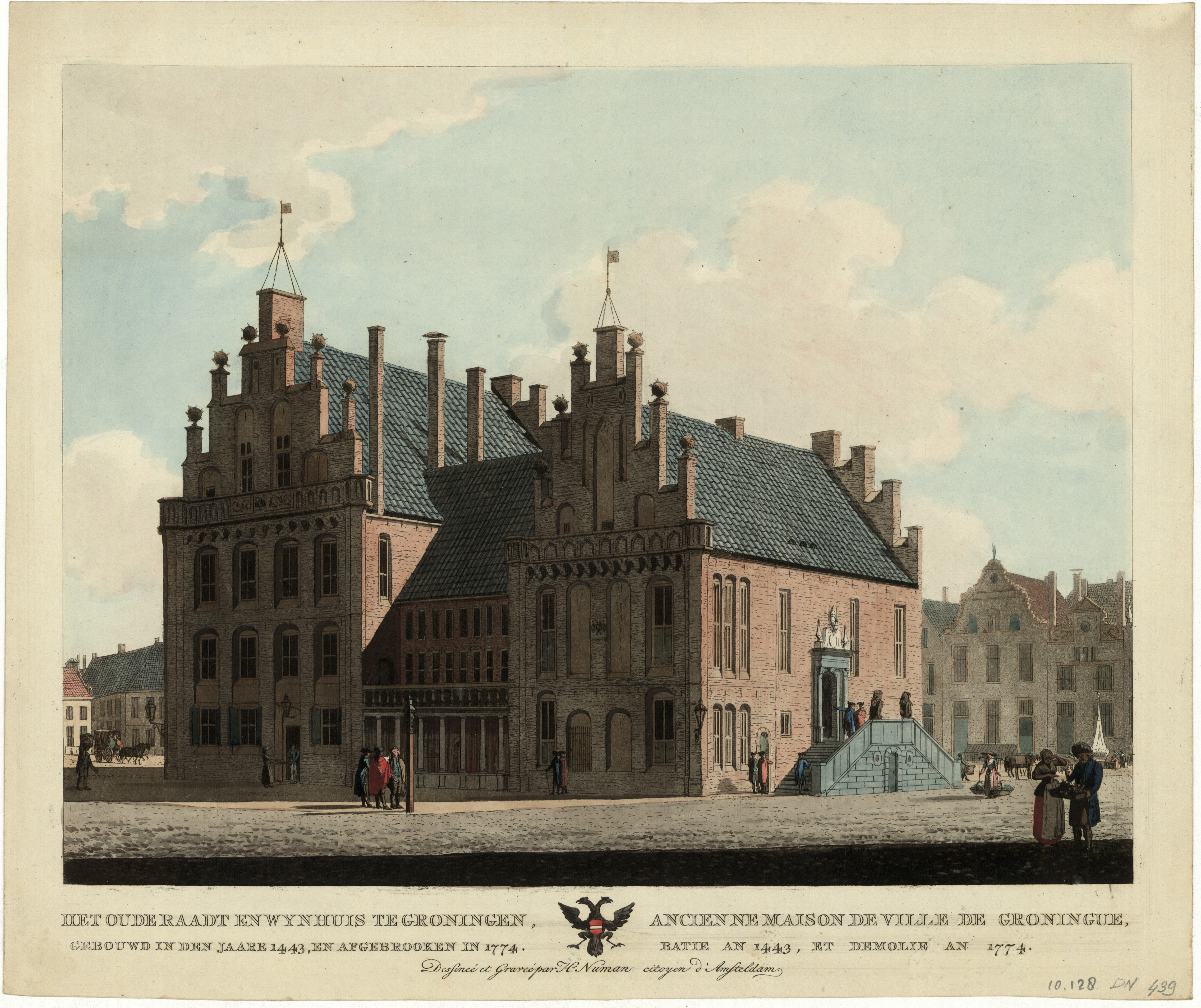
Gravure van het oude Raadt en Wijnhuis te Groningen, gebouwd in het jaar 1443

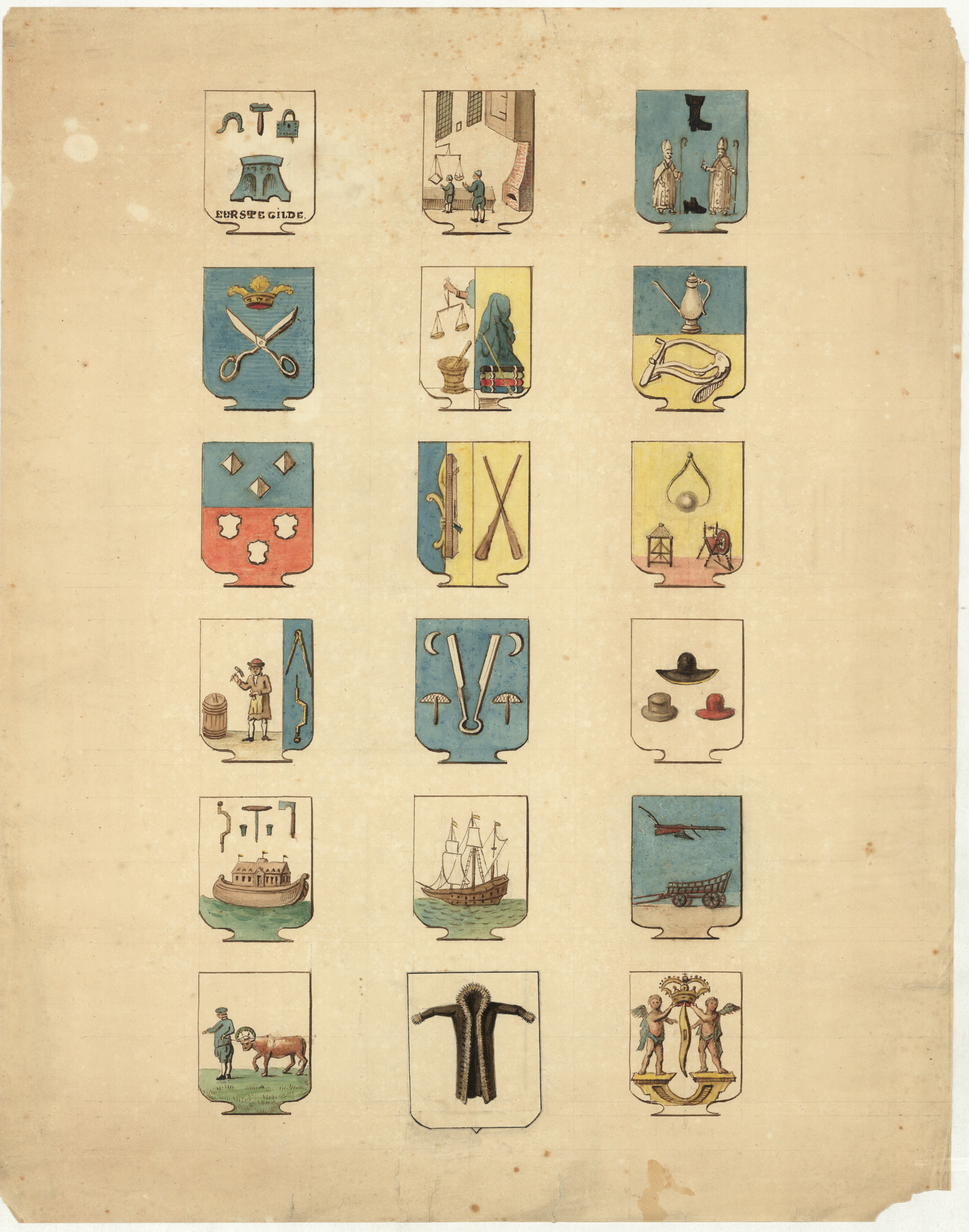
18 wapens of emblemen van de gilden der stad Groningen

Op vrijdag 10 augustus 1525 kwamen de bouwmeesters, gemeenschappelijke gilden, samen met enkele burgers uit het brouwersgilde, heimelijk zonder medeweten en toestemming van de burgemeesters en de Raad, bij elkaar. Hier besloten zij te allen tijde loyaal aan elkaar te blijven en zich in te zullen zetten om de accijnzen afgeschaft te krijgen en de stadsinkomsten opnieuw te zullen organiseren. Ze kozen vierentwintig personen uit hun midden die de leiding zouden voeren over dit project. Zonder toestemming van de burgemeesters en de Raad gingen de gilden langs bij alle poortwachters. Deze waren tot dan toe verantwoordelijk voor het ontvangen van de tol (accijnzen) maar hen werd door de gilden verboden dit nog langer te innen. De volgende dag werd er een vergadering belegd op het stadhuis met de burgemeesters, de Raad, de oude Raad en de gezworen gemeente. De bouwmeesters en de gedeputeerden legden aan de Raad voor dat de gilden en de burgers gezamenlijk hadden besloten dat ze alle accijnzen wilden afschaffen en dat ze een vrije stad wilden, zoals dat vroeger het geval was. De raad, totaal buitenspel gezet bij dit besluit, voelde zich ongemakkelijk en wilde de zaak tot de volgende dag uitstellen omdat zij eerst wilde overleggen met de burgemeesters om te kijken naar een andere manier om te stad te onderhouden, zonder volledige afschaffing van de accijnzen. De gilden reageerden hierop dat als ze niet acteren zoals voorgesteld, ze doodgeslagen zouden worden. De Raad gaf uiteindelijk toe en de accijnzen werden per direct afgeschaft. Dit werd normaliter direct door de burgemeesters en Raad bekendgemaakt. Maar deze weigerden dit aan te kondigen. De gedeputeerden antwoordden daarop dat het niet aan hen was en dat de burgemeesters het maar beter spoedig konden aankondigen om het anders nog slecht met ze af zou lopen.   
De discussie in het raadshuis duurde zo lang dat de onrustige menigte naar de markt en het stadhuis kwamen. Enkele drongen het stadhuis zelfs binnen en met een groot zwaar stuk hout werd op de deur van de raadskamer gebeukt waarbij men riep iedereen daar binnen dood te zullen slaan. De menigte buiten het stadhuis riep: Sla dood, sla dood! Er werd gezwaaid met messen waarbij men riep: Gooi de verraders hier uit het raam! De Raad reageerde hierop door te zeggen dat ze alles zouden doen wat van hen verlangd werd, zolang de menigte maar zou kalmeren. En zo moest burgemeester Hildebrand Rolteman uiteindelijk de klok luiden (Dit stond destijds symbool voor een aankondiging die de stad aanging). Aangekondigd werd dat alle accijnzen binnen Groningen zouden worden afgeschaft, en dat het een vrije stad zou zijn, met uitzondering van de wijnaccijns en de Hamburgse biersaccijns en andere oude inkomsten van de stadsgoederen.   

#### Sickinghe gedwongen borg te staan voor de stadsschulden
De volgende dag kwamen de bouwmeesters en gedeputeerden opnieuw naar de burgemeesters en de Raad. Ze wilden weten hoeveel achterstallige renten en schulden de stad verschuldigd was. Ze wilden ook dat de men op het stadhuis vier borgstellers zou kiezen, die garant zouden staan voor alle genoemde schulden, zodat de stad daar geen schade van zou ondervinden. Deze vier borgstellers moesten een onderzoek instellen waarbij zij alle stadseigendommen van burgemeesters, hoofdmannen, ouderlingen, rentmeesters en accijnsmeesters zouden onderzoeken om te kijken of er door hen niks was achtergehouden. Niemand op het stadhuis was bereid voor borg of garant te staan voor deze schuld. Hierop werden Sicke Benninge (rentmeester), Peter Sickinghe (oud-burgemeester) en Harmen Kock en Roelof Sissinge (oud-rentmeesters) gedwongen borg te staan. Na lang weigeren stemden zij in en zetten zij hun handtekening. Hen werd beloofd dat ze alle hulp zouden krijgen in de zoektocht naar de benodigde middelen, zodat zij niks uit eigen middelen zouden hoeven betalen. De stad had al haar reserves gebruikt bij het afhouden van alle belegeringen en haar schulden bedroegen destijds ongeveer 5000 Rijnse guldens. De vier borgstellers lieten hierop de burgemeesters, hoofdmannen, ouderlingen, rentmeesters en accijnsmeesters bijeenkomen om geld te vinden om de achterstallige renten en schulden te betalen. Na drie of vier dagen kwam men niet verder dan 500 Rijnse guldens, bij lange na niet genoeg. De burgemeesters, Raad, bouwmeesters en gedeputeerden namens de gulden trokken hun handen er vanaf en lieten de borgstellers in de steek.   

#### Jarges en Sickinghe vluchten richting de hertog van Gelre
Meester Johan Jarges, telg uit het destijds voorname Groningse regentengeslacht Jarges, was stiefvader van de dochter van Peter Sickinghe. Hij gold als een eerlijke, goede en wijze man maar werd, in zijn rol als oud-rentmeester en accijnsmeester, beschuldigd van diefstal. Men wilde hem doden of gevangennemen. Hierop ontvluchtte hij de stad. Vervolgens lieten de bouwmeesters en gilden aan de Raad weten dat de vier borgstellers, waaronder Peter Sickinghe, de schuld van 5000 Rijnse guldens op 21 september 1525, contact moesten overhandigen aan de gedeputeerden. Als het en niet lukte dit bedrag bij elkaar te vinden moesten zij het uit eigen zak betalen. Toen Peter Sickinghe dit hoorde, vluchtte ook hij de stad uit. Samen met zijn zwager Johan Jarges vertrokken zij naar de hertog van Gelre, om aldaar hun beklag te doen.

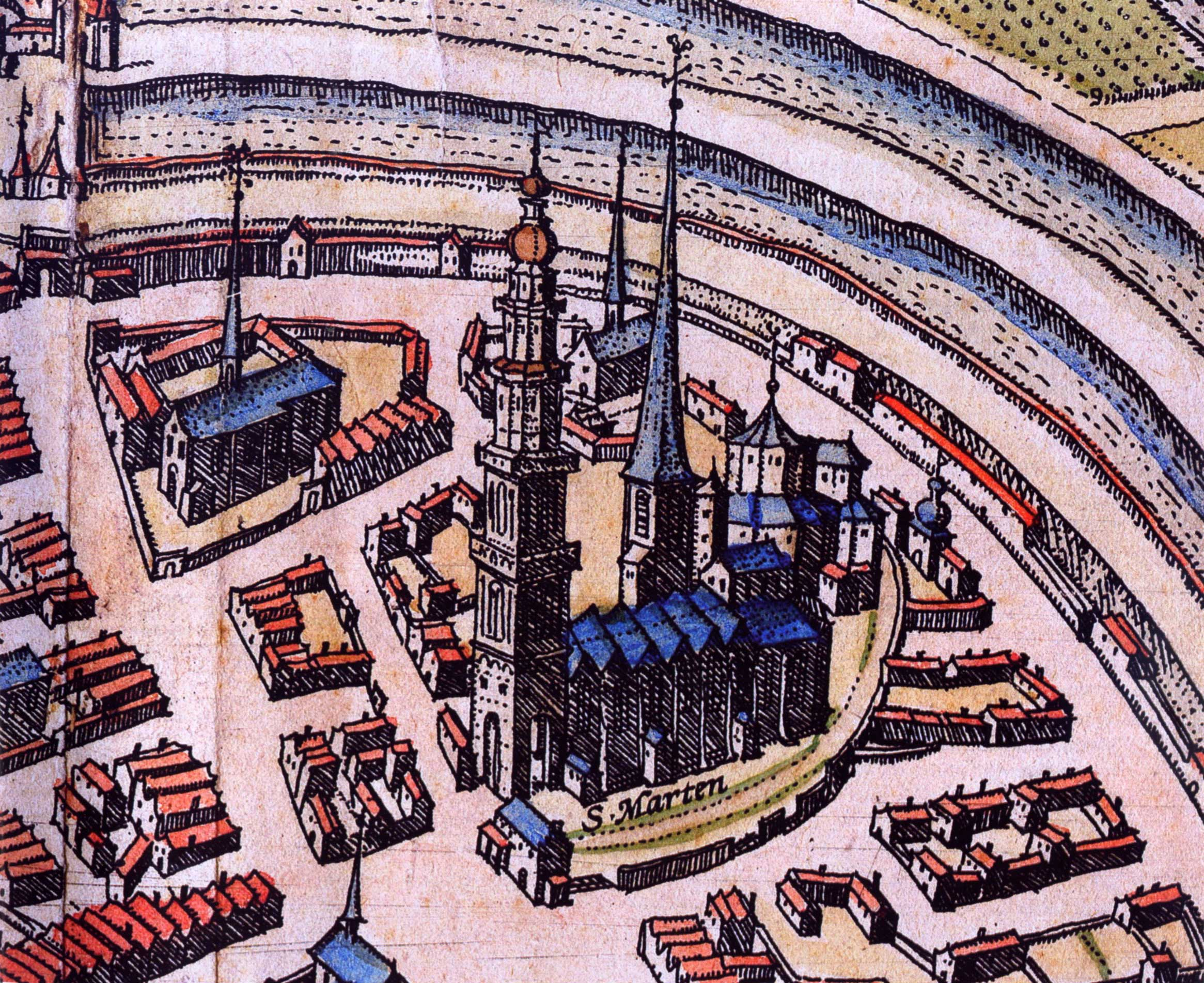
Het Jacobijnerklooster op een oude stadsplattegrond uit 1575, linksboven

Hierop trokken de gilden naar het raadshuis alwaar zij de Raad dwongen om Johan Jarges uit de Raad te zetten. Ze pakten uiteindelijk zelfs zijn stoel en smeten deze op de grond. Vervolgens eisten zij van de Raad dat zij Jarges zouden veroordelen als dief en hem voor het leven moesten verbannen. De Raad weigerde. Peter Sickinghe was naar Karel van Gelre gevlucht en dus werd de druk op de andere drie borgen opgevoerd. De stadhouder Jasper van Marwijck trad op als bemiddelaar tussen de burgemeesters en de gilden. Hij was zelf vaak de initiator van wat de gilden deden en had dus grote invloed op het gezelschap. Hij zorgde ervoor dat de borgen enig uitstel van betaling kregen, namelijk tot 30 september 1525. Op die bewuste zaterdag kwamen de drie borgen naar het Jacobijnenklooster in de stad. Zij konden het bedrag natuurlijkerwijs niet betalen en dus werden zij gedwongen het geld van een man uit Deventer te lenen. Onder druk en dreiging moesten zij deze lening accepteren en deze overeenkomst laten bevestigen met de zegels van de burgemeesters, Raad en de stadhouder.   
Het geweld dat die dagen had plaatsgevonden maakte indruk om de inwoners van de stad. De gilden, burgers en gemeente waren opgestaan tegen de Raad en de oude regenfamilies die de stad lange tijd hadden geregeerd. De stadhouder lag al langere tijd in conflict met de Raad over wie de leiding had over de stad. Alhoewel hij de gilden en vele anderen aan zijn kant had gekregen, had het geen kalmerend effect op de stad. De onzekerheid bleef.   
Nadat Sickinghe en Jarges met de hertog van Gelre hadden gesproken, zond deze een brief aan de bouwmeesters, gilden en gedeputeerden. Zij werden geacht voor hem te verschijnen en zich te verantwoorden. Na enige twijfel besloten de gilden dat zij zich niet voor de hertog wilde verantwoorden. Zij stuurde in plaats daarvan een van de gedeputeerden met de boodschap dat de hertog naar Groningen moest komen zodat zij hun argumenten beter uiteen konden zetten. Hierop stuurde de hertog zijn vertegenwoordigers naar Groningen. Zij arriveerden midden in de winter en verbleven zeker twee weken in de stad. Deze commissie moest alle klachten van de gilden en de gedeputeerden jegens de vier borgen aanhoren. Alle rentmeesters moesten verantwoording afleggen. De gilden vertraagden de boel en deden er alles aan om de vier borgen in een kwaad daglicht te zetten. De commissie besloot uiteindelijk dat alle geweld tegen de Raad en burgemeesters moest worden gestaakt. Daarnaast werd een tijdelijke beslissing genomen dat de borgen jaarlijks honderd gulden aan rente moesten afbetalen tot het achterstallige bedrag was afbetaald.   

#### Revolutie en verzoening
Ondanks deze verordening besloten de bouwmeesters en gedeputeerden ernstige maatregelen te nemen tegen de burgemeesters en de Raad. De bouwmeesters en gedeputeerden begonnen een revolutionaire en ongebruikelijke handelwijze tegen de gevestigde stadsmacht. Ze kozen een compleet nieuwe Raad. In de Raad kwamen, tegen traditionele gebruiken in, leden uit totaal onbekende families te zitten. Twee burgemeesters werden zonder pardon uit hun functie gezet. Door middel van dwang werden de nieuwe raadsleden aangesteld. Zelfs de kerkelijke voogden hadden niks meer in te brengen bij het verkiezingsproces. Het leidde tot grote onrust onder de oude geslachten, die dit als zeer beledigend ervoeren.   

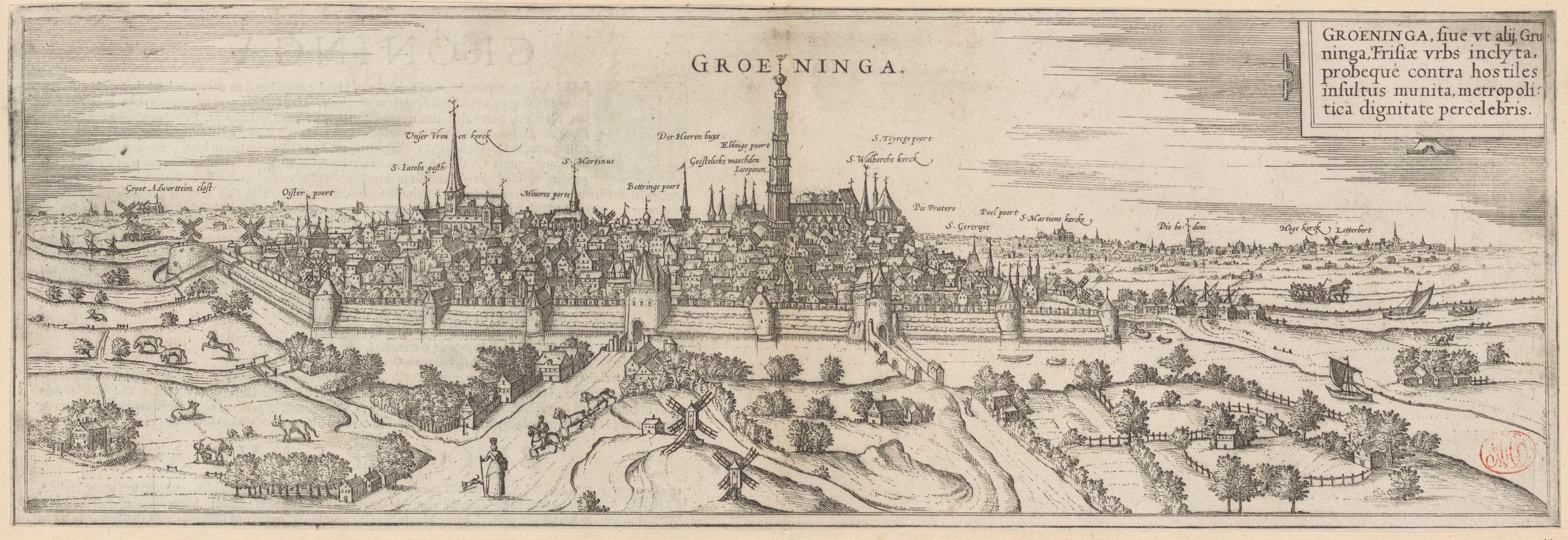
Groningen rond 1575

De stad verkeerde in totale chaos want de gevestigde orde werd omvergeworpen, iets wat nog nooit eerder in zo'n mate had plaatsgevonden. De gilden trokken ook de bepalingen rond het gildrecht naar zich toe. Een verandering die wederom tot veel onrust leidde. De gilden zonden gedeputeerden naar de hertog, die op zijn beurt het nieuwe stadsbestuur erkende. Men mocht namens hem beroep doen op de burgemeesters en de Raad. En mochten zij er niet uitkomen, dan moest men zich wederom melden bij de hertog. De burgemeesters en Raad waren ontzet door de ondertekende brief van de hertog en lieten zich niet uitschakelen. Zij lieten weten liever te sterven dan hun vrijheid op te geven. Ze zegden hun eed op, lieten de sleutels op tafel liggen en verlieten het stadhuis. De gilden draaide enige tijd later bij en zij gingen over tot een verzoening met de burgemeesters en de Raad. Besloten werd het verleden te laten rusten. De verzoening werd uiteindelijk tussen 18 en 13 april 1526 aan de inwoners van de stad bekendgemaakt.   

### Opnieuw onrust in 1527
In 1527 heerste wederom grote onrust in de stad. Burgemeesters, Raad, de gezworen gemeente en de bouwmeesters stelde met instemming van de gilden twintig personen uit de oudste en beste geslachten aan om de financiën van de stad op orde te krijgen. Nu de stad weer opgebouwd moest worden had de stad dringend nieuw geld nodig. Nadat de afgevaardigden tot een overeenkomst waren gekomen werd besloten dit te melden aan alle partijen. Alle burgers en gilden waren op de markt samengekomen. Toen de bouwmeester Johan Gryp naar de menigte wilde gaan om hen het nieuws te vertellen, werd hij onderweg door een woedende menigte mishandeld. Hij ontsnapte ternauwernood aan de dood. Het Raadhuis werd gewaarschuwd en de aanwezige burgemeesters vluchtte. Enige tijd daarna stelde burgemeesters en Raad een wet op waarin werd besloten welk geld binnen Groningen geldig zou zijn. De gilden en gemeente kwamen samen en maakte, zonder medeweten van Raad en burgemeesters, een nieuwe regeling.  
De bouwmeesters en hovelingen van de gilden creëerde een nieuwe oproer. De stadhouder Jasper van Marwijck moedigde de menigte aan in hun opstandigheid. Op hun beurt stelden de gilden 24 personen uit de vier kwartieren van Groningen aan, voornamelijk arme mensen maar vooral oproerkraaiers en onruststokers. Veel van hen waren mensen waar de stadhouder dagelijks mee omging. Deze 24 personen kwamen samen met de gilden bijeen en deden alles wat zij wilde. De burgemeesters en Raad werden hierbij buitenspel gezet en konden niets anders dan machteloos toekijken. De gilden hadden zelfs volk in de Raad en uit de gezworen gemeente naar hun kant weten te trekken. Toen hertog Karel van Gelre op de hoogte werd gesteld van dit grote oproer in de stad, stuurde hij een strenge brief aan de bouwmeesters en gilden in Groningen waarin hij hen sommeerde deze onrust onmiddellijk te beëindigen. De gilden gingen met deze brief naar de Raad en dwongen hen op gewelddadige wijze om aan de stadhouder te schrijven dat er geen sprake was van onrust op oproer binnen de stad. De burgemeesters en Raad weigerde hieraan mee te werken en verlieten de stad. De bouwmeesters en gilden schreven hen dat ze onmiddellijk moesten terugkeren naar de stad opdat zij anders voor eeuwig verbannen zouden worden. De gevluchte burgemeesters en raadsleden durfde deze opstandige menigte niet te trotseren en kwamen dan ook weer terug en legden met grote tegenzin hun eed en ambt weer af.
Aan de macht besloten de bouwmeesters en gilden over te gaan tot volkstribunalen. Zo werd meester Johan Jarges zonder recht op een eerlijk proces veroordeeld. Waar de Raad keer op keer weigerde over te gaan tot veroordeling, werd zij uiteindelijk toch gedwongen Johan Jarges te veroordelen. 

#### Sickinghe wederom als borg aangesproken
Rond Pinksteren werd door bouwmeesters en gedeputeerden besloten om een gezantschap richting de hertog van Gelre te sturen om zijn brieven te beantwoorden. Vier mannen werden als afgevaardigden aangesteld. Vier burgemeesters, namelijk Peter Sickinghe, Sicke Benninge, Harmen Kock en Roleff Sissinge waren door de gilden aangesproken. Volgens de gilden moesten zij de achterstallige rente van de stadsleningen betalen. Ook deze vier burgemeesters werden ter verantwoording opgeroepen bij de hertog, tezamen met eerder genoemde Johan Jarges. Ook stadhouder van Merwijck was aanwezig. Eenmaal voor de hoge Raad van de hertog verschenen, beklaagden de burgemeesters zich dat ze door de gilden en afgevaardigden met geweld waren gedwongen om borg te staan voor de achterstallige rente van de stad. De burgemeesters, waaronder Sickinghe, vonden dat ze moesten worden vrijgesteld van hun verplichtingen. De gedeputeerden antwoordden hierop dat ze niet naar de hertog waren gekomen om deze zaak te behandelen. De zaak werd opgeschort. 
Enige tijd later zond Karel van Gelre een afgevaardigde richting Groningen, te weten meester Johan Winscotes, met een officiële opdracht. Hierin stond dat de burgemeesters genade verleend moest worden en dat zij met rust gelaten moesten worden. Tevens zou de hertog alle achterstallige betalingen op zich nemen. Dit voorstel werd door de burgemeesters, Raad en gezworen gemeente met veel bereidheid uitgevoerd. 

Dit alles mocht niet baten want de oproerkraaiers hadden geen geduld meer en zij vonden dan ook dat het plaatselijke recht de zaak moest afhandelen. Drie van de vier burgemeesters die de stad hadden verlaten, waaronder Sickinghe, waren van oordeel dat de Raad partij was in deze zaak en dat deze dus onmogelijk recht kon spreken. Schriftelijk lieten zij weten een bevoegde rechter voor deze zaak te willen. De brief bleef onbeantwoord. De Raad van Groningen had graag gezien dat zij door de burgemeesters erkend werd maar deze weigerden mee te werken. Op Sint-Andreasdag werden de burgemeesters door hen veroordeeld met een boete van vijfduizend Rijnse Gulden, zeshonderd en drieëndertig gouden guldens. Op de avond van Sint-Agnieten lieten ze elke burgemeester met zijn schulden en stadse bezittingen alle goederen afzonderlijk afbetalen, elk voor het volledige bedrag zoals vastgesteld. Dit alles ging in tegen het stadsrecht.

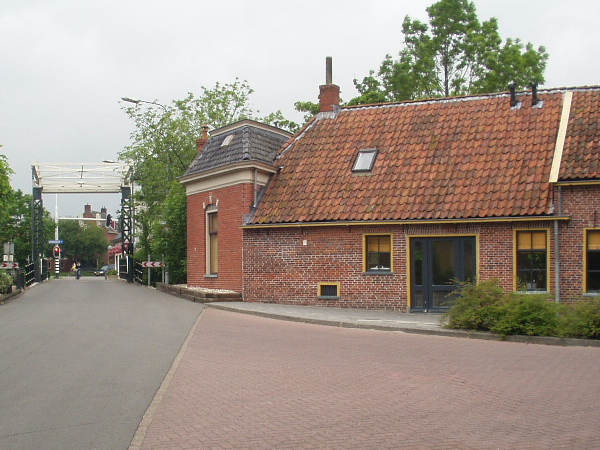
De locatie waar de Hogerbrugge waarschijnlijk gelegen heeft, in het voormalige dorp- en de huidige Groningse woonwijk Oosterhogebrug, anno 2005

#### Mishandeling bij het verlaten van de stad
Peter Sickinghe, een van de vier burgemeesters, was gevreesd voor de woedende menigte en kon het grote onrecht en geweld niet meer verdragen. Hij besloot hierop de stad te ontvluchten. Toen hij bij zijn vlucht aankwam bij de Hogerbrugge werd hij overvallen door vier 'schuiten schuivers'. Hij werd door hen geslagen en geduwd. Hij werd gedwongen om twintig Philippusgulden en daarnaast een gouden ring en drie Philippusgulden als onderpand af te staan. Ze pakten de hoed van zijn hoofd. Volgens de getuigenverklaring waren er twee metgezellen die met die laatste actie niets te maken wilde hebben. Een boer kwam langs, Peter kocht of kreeg van hem een nieuwe hoed en vervolgde zijn weg. Het gebeurde destijds midden op straat en het voorval was daarmee een duidelijk voorbeeld van straatschennis. De Raad van de stad en de schout van Selwerd hadden echter geen macht hier iets aan te doen aangezien de gilden boven hen stonden. 

#### Johan Sickinghe opgepakt
Op 3 februari 1528 besloten de bouwmeesters, gedeputeerden en de gilden dat de vier borgen gearresteerd moesten worden en dat beslag moest worden gelegd op hun geld en bezittingen. Harmen Kock werd op de markt opgepakt en direct vastgezet. Peter Sickinghe was de stad ontvlucht. Zijn zoon, Johan Sickinghe (1495-1572), wist niet wat er aan de hand was en werd bij verrassing ook op de markt opgepakt en naar dezelfde kerker gebracht. Dit terwijl er destijds geen recht bestond om Johan in plaats van zijn vader op te pakken. 

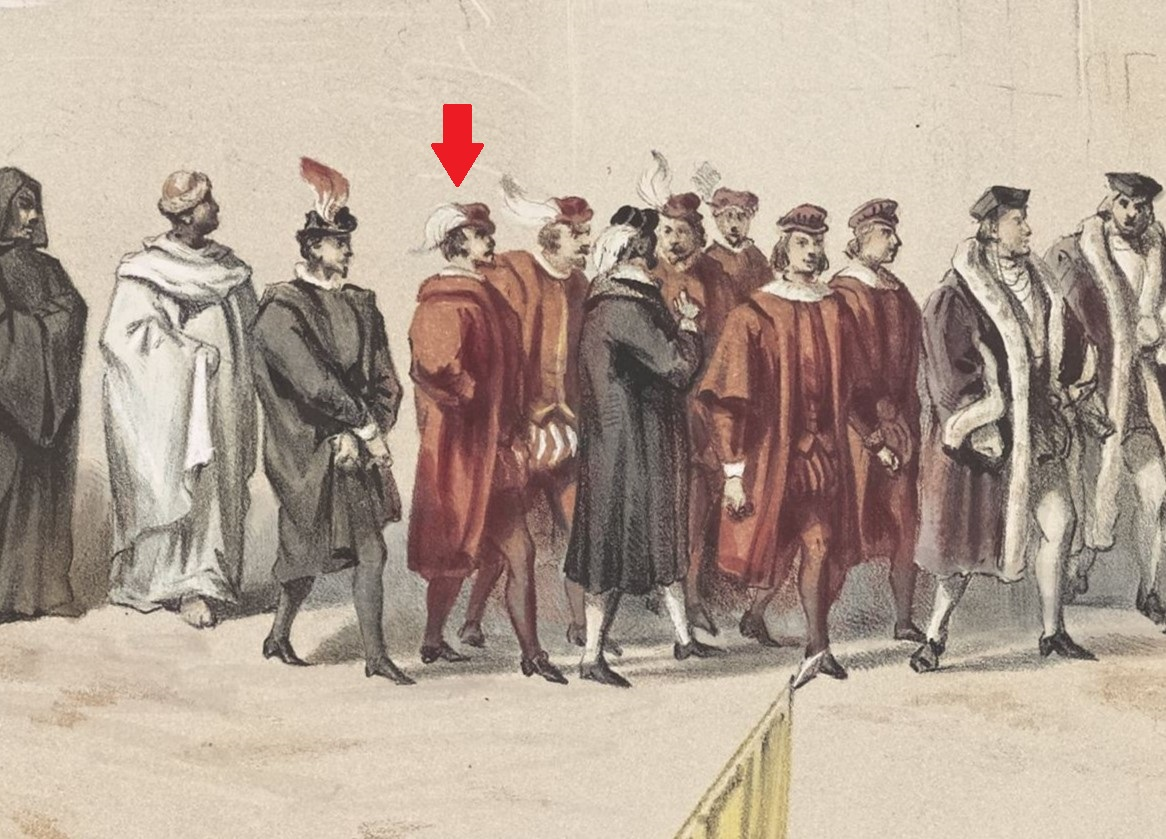
Uitsnede van Johan Sickinghe (1495-1572), zoon van Peter Sickinghe, als personage bij de intocht van Maria van Hongarije te Groningen, 20 juni 1545

Roelof Sissinge, een van de borgen, probeerde met een schip te ontkomen maar werd door de hele stad gezocht. Volgens de kroniekschrijver leek het alsof er ieder moment iemand aan de galg zou worden opgehangen. Sissinge werd dan ook snel opgespoord en achterhaald en teruggebracht naar de stad. Sicke Benninge had zijn huis niet verlaten en hij werd dan ook niet opgepakt. Harmen, Peters' zoon Johan en Roelof werden al snel naar een kelder gebracht alwaar zij vanaf dat moment dag en nacht, door zeker veertig tot vijftig bewapende mannen van de gilden, werden bewaakt. Ze kregen te horen dat ze drie dagen de tijd hadden om het geld te regelen, 'off se mochten van oren hals komen'. Een bedrag van elk dertienhonderd Rijnse gulden, drieëndertig gouden gulden en tweeënhalve stuiver werd betaald door vrienden en kennissen van de gevangenen. Het oppakken van de heren en het dwingen tot betaling ging in tegen het stadsrecht maar de Raad was machteloos. Tot slot werd ook Sicke Benninge gedwongen tot betaling van zijn deel. De gilden deden alles wat zij juist achtten. 
De verkiezingen van de nieuwe Raad gingen dat jaar zelfs niet door doordat er onrust werd veroorzaakt binnen de stad en men gedwongen werd met wapens naar de markt te komen, op straffe van verlies van hun gildestatus en burgerschap. De Raad raakte in paniek en ging niet over tot benoeming van een nieuwe raad. 
De zondag daarop ontvingen de huizen van de taalmannen en de gezworen gemeente een brief waarin stond dat de volgende personen absoluut niet mochten worden gekozen: Lueleff Konerds, Peter Sickinghe, Claws Scaffer, jonge Johan Hornken, Harmen Kock, Roelof Sissinge, Sicke Benninge, Lubbert Clant, Roleff ten Water, Roleff Huynge, Jemme Alma. Allen waren zeer aanzienlijke figuren en lid van zeer geëerde geslachten die Groningen al lang bestuurde. In plaats van deze heren werden personen gekozen die niet geschikt bleken voor het ambt. Zij werden zelfs omgekocht om het ambt maar te vervullen. 

### Laatste levensjaren
Na zijn vlucht uit de stad werd niks meer van Peter Sickinghe vernomen tot zijn overlijden in 1532. De stadhouder Jasper van Marwijck werd uiteindelijk in 1530 vastgezet door de hertog Karel van Gelre. Sickinghe was vele jaren achtereen 'honore consulario continuato' geweest en had mede de stad uit handen van de Saksische hertogen weten te houden.  

## Trivia
- In 1879 organiseerde het Groningse studentencorps Vindicat Atque Polit onder leiding van Johan Adriaan Feith (1858-1913) een lustrummaskerade. De maskerade was een uitbeelding van de intocht van graaf Edzard I van Oost-Friesland in Groningen op 1 mei 1506. Peter Sickinghe werd in zijn rol als ridder en burgemeester nagespeeld door de geneeskundestudent Wibrandus Joannes Koppius (1859-1945). De special vervaardigde kostuums werden destijds door de studenten zelf betaald.